# Либохора (Стрийський район)
Либохо́ра — село в Україні, у Стрийському районі Львівської області. Населення становить 918 осіб.

## Розташування
Село Либохора віддалене на 20 км від м. Сколе (колишнього районного центру). На південь від с. Либохора розташоване село Нижня Рожанка, на захід і північ — село Тухля.
Через поселення протікає річка Цигла (Либохорка) на захід, а потім на північний захід у напрямку села Тухля, де впадає в річку Опір. Цигла має чимало приток. Найбільші праві притоки — Дашковець, Зворець, Звір, Солотвина — течуть з північного сходу на південний захід. Ліві притоки: Багінське, Багникувате, Драгунець.
На схід від села розташована друга за висотою вершина Львівської області — гора Маґура (1362,7 м) та заповідне урочище «Магура». На півночі підносяться пасма гір Зелем'янки, а також г. Буковець (1171 м), Дашковець (1128 м), Матагів (1120 м) і Убіч (889 м), а на межі з с. Тухля — г. Кіндрат (1158 м). 
На заході і на півдні від цих лежать Звір, Ляхова Розтока, а на північний захід — Мельничне (до 750 м). На лівому березі Цигли — Діл (954 м), Бачна (920 м), Осовня (878 м), Драгунець (780 м). На південь від села розташована пралісова пам'ятка природи «Тухлянська».
Селянські забудови лежать на правому березі Цигли, менша частина забудов на лівому березі. Розкидані селянські хати у долинах протоків.
На південному сході від села бере початок струмок Тихий, лівий доплив Соболя.

## Історія
Археологічні знахідки городища в урочищі Либохора свідчать про існування тут поселення у давньоруську епоху. 
У 1580 році село розбудоване князем Константином Василієм Острозьким.

## Легенди
Село Либохора — одне з найдавніших сіл району і звичайно ж овіяне легендами. В одній з них розповідається, про те, що в давнину на місці села росли непрохідні ліси. Ніхто не порушував вільного життя птаства, ніколи не ступала тут нога людини. Аж якось з'явились тут мисливці за куницями. В шалі полювання вони зайшли далеко в ліси. Багато було зловлено звірини, можна було і назад вертатись. Але ватажок загону ніяк не міг вполювати ту куницю, що здавалась йому найкрасивішою. Легко перестрибуючи з дерева на дерево, заманила вона мисливця вглиб лісу і раптом зникла, невідомо куди. Стомлений і розчарований захотів мисливець повернутись назад. Але це було не легко: всі дерева були однакові, звідусіль оточували цього густі хащі. Невідомо скільки бродив невдаха — мисливець, шепчучи: «То якісь лихі бори, лихі бори…» Вкрай знесиленого знайшли його товариші. З того часу довго мисливці оминали це місце й інших застерігали: «Не ходіть туди, бо то лихі бори». Згодом і тут з'явились поселенці, вирубали ліси, а назву залишили.
Лихі бори згодом стали Лихоборою, а пізніше — Либохорою.

## Розклад руху приміських поїздів по станції Тухля
| Назва поїзда                 | Прибуття | Відправлення |
| ---------------------------- | -------- | ------------ |
| Львів — Мукачево (РЕ)        | 09:09    | 09:10        |
| Мукачево — Львів (РЕ)        | 18:44    | 18:45        |
| Лавочне — Львів              | 06:15    | 06:17        |
| Чоп — Львів                  | 11:09    | 11:10        |
| Львів — Мукачево             | 12:08    | 12:09        |
| Мукачево — Львів             | 14:03    | 14:05        |
| Стрий — Лавочне (по неділях) | 14:39    | 14:40        |
| Лавочне — Стрий (по неділях) | 16:10    | 16:12        |
| Львів — Чоп                  | 17:17    | 17:18        |
| Мукачево — Стрий             | 17:46    | 17:48        |
| Львів — Мукачево             | 20:50    | 20:51        |
| Львів — Лавочне              | 21:35    | 21:36        |

## Населення
Згідно з переписом УРСР 1989 року чисельність наявного населення села становила 799 осіб, з яких 379 чоловіків та 420 жінок.
За переписом населення України 2001 року в селі мешкали 893 особи.

### Мова
Розподіл населення за рідною мовою за даними перепису 2001 року:
| Мова       | Відсоток |
| ---------- | -------- |
| українська | 99,89 %  |
| російська  | 0,11 %   |

## Відомі люди

### Уродженці Либохори
- Котецький Володимир Станіславович (* 17 липня 1893, с. Либохора, тепер Сколівський район Львівська область — 18 листопада 1918, Кортіна-д'Ампеццо, Італія) — український галицький студентський діяч, публіцист.
- Магушинець Іван Іванович (нар. 15 червня 1946 р.) — український філолог, фахівець з романської філології й порівняльного мовознавства.
- Матіїв Микола Дмитрович (нар. 16 травня 1962) — український науковець-філолог, кандидат філологічних наук, доцент, автор праць з ономастики, діалектології, лексикографії, автор Словника говірок центральної Бойківщини / М. Д. Матіїв, — Київ — Сімферополь: Ната, 2013. — 602 с.
- Прадід Юрій Федорович (нар. 24 травня 1956) — український мовознавець, доктор філологічних наук.

### Пов'язані з селом
- Світлик Богдана-Марія Юліанівна (1918, м. Перемишль — 1948) — українська письменниця; воячка УПА, керівниця Львівського міського жіночого проводу ОУН. Загинула поблизу села в бою з НКВДистами.